# Thaísa Menezes
Thaísa Daher de Menezes, más conocida como Thaísa (Rio de Janeiro, 15 de mayo de 1987) es una voleibolista brasileña que se desempeña en el club Minas como central. Forma parte de la Selección femenina de voleibol de Brasil, con la que ganó dos oros olímpicos consecutivos en 2008 y 2012, entre otras competencias.

## Carrera

### Clubes
Thaísa de Menezes dio sus primeros pasos en el voleibol jugando en las categorías juveniles del club Tijuca de Río de Janeiro, su ciudad natal. En la temporada 2002-03 inició su carrera profesional en el club Minas, con el que debutó en la Superliga y donde jugó durante tres años, antes de fichar por el Rio de Janeiro en el campeonato 2005-06: con este club ganó tres títulos de liga consecutivos, una Copa de Brasil y tres Campeonatos Carioca.
Después de pasar la temporada 2008-09 en Finasa, ganando el Campeonato Paulista y la Copa de Brasil, la temporada siguiente se unió al recién formado club Osasco, heredero del Finasa. Integró el club paulista durante siete años, conquistando dos títulos de liga, una Copa de Brasil, cuatro Campeonatos Sudamericanos de Clubes, un Campeonato Mundial de Clubes en 2012 (y dos subcampeonatos en 2010 y 2014), cuatro títulos estaduales y una Copa San Pablo.
En el campeonato 2016-17 jugó por primera vez en un club fuera de Brasil, partiendo a Turquía para desempeñarse en el Eczacıbaşı de la Sultanlar Ligi turca, ganando el campeonato mundial de clubes en 2016. La temporada siguiente, debido a una grave lesión en el tobillo sufrida a finales del año anterior, el club turco la cedió al Barueri, equipo recién ascendido a la Superliga Serie A de Brasil. El técnico Ze Roberto fue el encargado de solicitar su pase al club, aún a sabiendas de que no podría jugar gran parte de la temporada. «Nunca podré agradecerle lo suficiente por eso», declaró la jugadora, «Estaba sin contrato y tuve que pasar una temporada entera rehabilitándome y preparándome para regresar. No había garantías de que lo lograse. Me ofreció la estructura de su club para que tuviera un lugar para practicar (...). Incluso me consiguió un salario, aun sabiendo que probablemente no podría jugar esa temporada». Una vez que Thaísa volvió a las canchas, el técnico declaró: «Ver cómo se recuperó de una lesión tan grave y llegó a jugar a un nivel tan alto, es increíble. Ella es la mejor bloqueadora central del mundo en este momento». Jugando en el Barueri sobrepasó la marca de los 1000 puntos de bloqueo en la Superliga brasilera, al anotar cinco por esta vía en un partido de cuartos de final contra el Osasco/Audax.
En la temporada 2019-20 retornó al Minas, continuando en la máxima división brasileña. Allí ganó el campeonato Sudamericano de clubes 2020, siendo premiada como MVP. Repitió el trofeo sudamericano en 2022 además de ganar dos títulos de liga, y a título individual logró un reconocimiento como mejor jugadora, mejor central y Craque da Galera en la temporada 2020-21 y nuevamente como mejor central en la 2021-22.

### Selección nacional
Formó parte de la selección juvenil de Brasil, ganando la medalla de oro en el campeonato Sudamericano Sub-18 de 2002 y la medalla de bronce en el campeonato mundial Sub-18 de 2003; mientras que con la Sub-20 ganó el oro en el Sudamericano de 2002 y en los mundiales de 2003 y 2005.
Debutó con la selección brasileña en ocasión de la Copa Panamericana de 2004, cuando la selección Sub-20 participó en el torneo representando a la selección mayor, como también sucedió en la edición de 2005, cuando Brasil consiguió la medalla de bronce. Posteriormente obtuvo la medalla de oro en el campeonato sudamericano de 2007, mientras que en la Copa Mundial de 2007 fue medallista de plata, como anteriormente en los XV Juegos Panamericanos, concluyendo el ciclo olímpico en 2008 con la medalla de oro en el Gran Premio Mundial, en la Copa Final Four y, sobre todo, en los Juegos Olímpicos de Pekín.
En 2009, comenzó su cuatrienio olímpico al ganar el oro en la Copa Panamericana, el Gran Premio Mundial y el Campeonato Sudamericano, seguido de la plata en la Copa de Grandes Campeones. Un año después consiguió la medalla de plata tanto en el World Grand Prix, posición que repitió en la edición de 2011, como en el mundial . Después del oro en la Copa Panamericana 2011, los XVI Juegos Panamericanos y el Campeonato Sudamericano 2011, así como otra plata en el Gran Premio Mundial 2012, ganó su segundo oro olímpico en los XXX Juegos Olímpicos de Londres.
Durante su tercer ciclo olímpico con la selección verde-amarilla, ganó tres medallas de oro en el Gran Premio Mundial (en 2013, recibiendo también los premios de MVP y mejor central en 2014 y 2016) y una de bronce en el campeonato mundial de 2014. Fue convocada al plantel que disputó los Juegos Olímpicos de Río de Janeiro 2016, pero una lesión sufrida semanas antes del comienzo de la competencia limitó su participación en el torneo, donde la selección local terminó en la quinta posición.
En abril de 2021 anunció su retiro de la selección brasileña, para retornar en 2023 con miras a disputar la Liga de Naciones de Voleibol Femenino de 2023. Esta fue su primera participación en el equipo nacional después de cinco años.

## Vida personal
Junto a la también voleibolista Adenízia, desfiló en un carro alegórico durante el Carnaval de Río de 2015 con la comparsa Unidos da Tijuca.